# 金坡苗族彝族满族乡
金坡苗族彝族满族乡是中华人民共和国贵州省毕节市黔西市下辖的一个民族乡。

## 行政区划
金坡苗族彝族满族乡下辖以下村级行政区划单位：
金坡社区、煤洞场村、化哪村、化窝村、雨灌村、锦星村、大洞口村、附源村和林丰村。